# ジョナソン・ハント
ジョナソン・ハント（Jonathon Hunt、1981年7月1日 - ）は、アメリカ合衆国ミシガン州ロチェスター出身の男性フィギュアスケート選手。2003年世界ジュニア選手権ペア3位。パートナーはジェニファー・ドン、ローラ・ハンディー、アビィ・グリーソンなど。

## 経歴
ミシガン州のロチェスターに生まれ、8歳のころにスケートを始めた。ジェシカ・ハントとのペアを経てアビィ・グリーソンとペアを結成し、1999-2000年シーズンよりISUジュニアグランプリに参戦。2000年全米選手権にはジュニアクラスで出場し5位となったものの、シーズン終了後にアビィ・グリーソンとのペアを解散。
2000-2001年シーズン、新たにローラ・ハンディーとペアを結成し、シニアクラスに転向。2000年カールシェーファーメモリアルでは優勝を果たし、ISUグランプリシリーズに出場を果たしたが、2001-2002年シーズン終了後に解散する。
2002年よりジェニファー・ドンとペアを結成し、2002-2003年シーズンのISUジュニアグランプリに出場。JGPアリゾナとJGPトラパネーゼ杯で2位、JGPファイナルでは3位と頭角を現した。2003年世界ジュニア選手権では初出場ながら3位となりメダルを獲得する。翌2003-2004年シーズン以降はシニアクラスに転向し、2004-2005年シーズンには再びISUグランプリシリーズに出場するまでになったが、同シーズン終了後、ジェニファー・ドンとのペアを解散。

## 主な戦績
- 1999-00まではアビィ・グリーソンとのペア。
- 2000-01から2001-02までローラ・ハンディーとのペア。
- 2002-03以降はジェニファー・ドンとのペア。

| 大会/年            | 1999-00 | 2000-01 | 2001-02 | 2002-03 | 2003-04 | 2004-05 |
| ------------------ | ------- | ------- | ------- | ------- | ------- | ------- |
| 全米選手権         | 5 J     | 6       | 6       | 6       | 4       | 6       |
| GPスケートアメリカ |         |         | 8       |         |         | 7       |
| GPロシア杯         |         |         | 9       |         |         | 4       |
| GPスケートカナダ   |         | 8       |         |         |         |         |
| ネーベルホルン杯   |         |         | 3       |         |         |         |
| シャーファー記念   |         | 1       |         |         |         |         |
| 世界Jr.選手権      |         |         |         | 3       |         |         |
| JGPファイナル      |         |         |         | 3       |         |         |
| JGPトラパネーゼ杯  |         |         |         | 2       |         |         |
| JGPアリゾナ        |         |         |         | 2       |         |         |
| JGPサルコウ杯      | 2       |         |         |         |         |         |

### 詳細
| 2004-2005 シーズン  |                                                        |         |         |          |
| 開催日              | 大会名                                                 | SP      | FP      | 結果     |
| 2004年11月25日-28日 | ISUグランプリシリーズ ロシア杯（モスクワ）             | 3 55.58 | 5 93.80 | 4 149.38 |
| 2004年10月21日-24日 | ISUグランプリシリーズ スケートアメリカ（ピッツバーグ） | 5 51.00 | 7 74.28 | 7 125.28 |

| 2002-2003 シーズン     |                                                            |    |    |      |
| 開催日                 | 大会名                                                     | SP | FP | 結果 |
| 2003年2月24日-3月2日   | 2003年世界ジュニアフィギュアスケート選手権（オストラヴァ） | 5  | 3  | 3    |
| 2002年12月12日-15日    | 2002/2003 ISUジュニアグランプリファイナル（ハーグ）        | 5  | 3  | 3    |
| 2002年10月30日-11月3日 | ISUジュニアグランプリ トラパネーゼ杯（ミラノ）             | 3  | 2  | 2    |
| 2002年9月19日-22日     | ISUジュニアグランプリ アリゾナ（スコッツデール）           | 3  | 2  | 2    |